# Сеткин, Кирилл Дмитриевич
Кирилл Дмитриевич Сеткин (род. 13 марта 1993) — российский гребец-слаломист. Мастер спорта России международного класса по гребному слалому (2020).

## Биография
Кирилл Сеткин родился 13 марта 1993 года в Горно-Алтайске. После окончания школы в 2010 году поступил на географический факультет Горно-Алтайского государственного университета, который окончил в 2015 году по специальности «эколог-природопользователь».
Начал заниматься спортом в 8 лет. В 2002 году стал заниматься гребным слаломом. Воспитанник клуба СДЮШОР «Алтай-Рафт», где тренировался под руководством Николая Козлова, Сергея Милехина, Сергея Вожакова и Леонида Меновщикова.
На юношеском и молодёжном уровне побеждал в первенствах и Спартакиадах России. В 2009 году стал чемпионом России в индивидуальной дисциплине, получив звание мастера спорта России и приглашение в сборную России, которая должна была принять участие в этапе чемпионата мира. В 2010 году стал чемпионом мира среди юношей в индивидуальной категории в Фуа (Франция). В 2010 и 2011 годах становился серебряным призёром чемпионата Европы среди юношей в личной категории. На чемпионате Европы 2011 года в Боснии и Герцеговине занял второе место в командном зачёте. В 2013 году Федерация каноэ-слалома России на основании решения РУСАДА дисквалифицировала Сеткина на шестимесячный срок за нарушение антидопинговых правил.
В составе сборной России в 2014 году стал чемпионом мира командных гонках в Пенрите (Австралия). В марте 2015 года стал победителем турнира Кубок Алтайского края «Заря Алтая 2015». В июле 2015 года стал вторым на чемпионате России. Чемпион Европы 2015 года на турнире в категории до 23 лет в Кракове (Польша) в личном и командном зачёте. На чемпионате мира и Европы 2016 года, проходивших в Кракове (Польша) и Солкане (Словения) соответственно, Сеткин стал третьим в личном зачёте. В 2016 году участвовал в квалификации на Олимпийские игры, но заняв итоговое второе место, не получил путёвку на турнир. В 2018 году стал чемпионом России по гребному слалому (результат — 98,8 секунды)
На чемпионате Европы 2019 года в По (Франция) занял четвёртое место в личном зачёте и третье место в командном соревновании. Серебряный призёр финального этапа Кубка мира в Праге (Чехия) в личном зачёте (результат — 102,43 секунды). На чемпионате мира 2019 года в Сео-де-Уржель (Испания) стал третьим в командном зачёте.
В 2020 году на чемпионате России по гребному слалому на реке Перетна в Окуловке Новгородской области стал вторым.